# باتريك هيد
باتريك هيد (بالإنجليزية: Patrick Head) (و. 1946  م) هو مهندس بريطاني.

## التعليم
تعلم في كلية لندن الجامعية، وكلية ولينغتون (بركشاير)، وجامعة برمنغهام.

## جوائز
حصل على جوائز منها:
- لقب فارس.